# Cántico de fútbol
Un cántico de fútbol o canciones de fútbol o cántico de grada es una canción cantada por la Hinchada de un club de fútbol. Pueden ser históricas (con orígenes en la fecha de creación del club), adaptaciones de canciones populares o reacciones espontáneas ante sucesos en el terreno de juego. Suelen ser repetitivas. Aunque su finalidad puede ser de muchos tipos dependiendo del país o incluso del equipo, suelen ser cantadas animar a los jugadores propios, intimidar a los rivales o insultar al oponente, tanto a los jugadores, como a la afición al propio equipo como institución. Además, también suelen surgir cánticos contra componentes del propio equipo (por ejemplo, los directivos) si la hinchada no está contenta en algún aspecto con ellos.
Los cánticos de fútbol pueden ser simples y consistir en unos pocos gritos fuertes o palabras habladas, pero más a menudo son líneas cortas de letras y, a veces, canciones más largas. Por lo general, se realizan de forma repetitiva, a veces acompañadas de palmas, pero en ocasiones pueden ser más elaboradas con instrumentos musicales, accesorios o rutinas coreografiadas. Suelen ser adaptaciones de canciones populares, utilizando sus melodías como base de los cánticos, pero algunas son originales.
Los cánticos de fútbol pueden considerarse una de las últimas fuentes que quedan de una tradición de canción popular oral.